# Klimatsko zdravilišče Crikvenica
Koordinati:   45°10′33″N, 14°41′10″E
Crikvenica - klimatsko zdavilišče je naravno zdravilišče in rekreacijski center v Crikvenici na obali Kvarnerskega zaliva.
Kraj ima več kot 100 letno tradicijo v turizmu. Leta 1891 so odprli prvi hotel Erzherzogin Clotilde, v istem letu je cesar Franc Jožef kupil Pavlinski samostan in ga najprej preuredil v vojaško letovišče, kasneje pa v letovišče za otroke. Leta 1906 pa je Crikvenica uradno postala priznana kot zdraviliško mesto na obali Jadranskega morja. Podnebje je sredozemsko, z več kot 2.500 sončnih ur letno z blagimi zimami, ki so največkrat brez snega in dolgimi toplimi poletji. Podnebje, prijetna zelena okolica in plaže so omogočile, da se je Crikvenica iz nekdanjega ribiškega naselja razvila v turistični in zdraviliški kraj.

## Zdravljenje
V zdravstvene namene se kot zdravilno sredstvo uporabljata morska voda in morski zrak. Poleg hotelskih in privatnih nastanitev je v Crikvenici tudi specialna bolnica za rehabilitacijo in zdravljenje bolezni dihal in revmatizma »Thalassotherapija«. Terapijo izvajajo, v sodobnem medicinskem objektu, strokovni zdravniki (pulmologi, internisti, revmatologi, fiziatri, pediatri, otorinolaringologi) in drugo strokovno osebje. Zrak in morska voda sta posebno koristni pri zdravljenju vnetninske, vazomotorne in alergijske oblike bolezni zgornjih dihal, laringopatije, bronhialne astme, kroničnih bolezni dihal (opstruktivni bronhitis, emfizem in pnevmokonioze) ter revmatskih bolezni (vnetninske, degenerativne, izvensklepne).